# Gózd Zaszosie (gromada)
Gózd Zaszosie – dawna gromada, czyli najmniejsza jednostka podziału terytorialnego Polskiej Rzeczypospolitej Ludowej w latach 1954–1972.
Gromady, z gromadzkimi radami narodowymi (GRN) jako organami władzy najniższego stopnia na wsi, funkcjonowały od reformy reorganizującej administrację wiejską przeprowadzonej jesienią 1954 do momentu ich zniesienia z dniem 1 stycznia 1973, tym samym wypierając organizację gminną w latach 1954–1972.
Gromadę Gózd Zaszosie z siedzibą GRN w Goździe Zaszosiu (w obecnym brzmieniu Gózd) utworzono – jako jedną z 8759 gromad na obszarze Polski – w powiecie kieleckim w woj. kieleckim, na mocy uchwały nr 13c/54 WRN w Kielcach z dnia 29 września 1954. W skład jednostki weszły obszary dotychczasowych gromad Zalezianka, Jęgrzna i Gózd Zaszosie ze zniesionej gminy Suchedniów oraz Belno i Występa ze zniesionej gminy Samsonów w tymże powiecie. Dla gromady ustalono 24 członków gromadzkiej rady narodowej.
29 lutego 1956 z gromady Gózd Zaszosie wyłączono a) oddziały Nr Nr 92–94, 97–99, 102–108, 111–117, 120–135, 137–139, 142–146 i 154–157 nadleśnictwa Samsonów, włączając je do gromady Zagnańsk w tymże powiecie; oraz b) oddziały Nr Nr 15–21, 33–40, 57–64, 80–87 i 104–105 nadleśnictwa Zagnańsk, włączając je do gromady Kajetanów w tymże powiecie.
1 stycznia 1959 z gromady Gózd Zaszosie wyłączono wieś Belno włączając ją do gromady Zagnańsk w tymże powiecie.
Gromadę zniesiono 31 grudnia 1959, a jej obszar włączono do gromady Łączna w tymże powiecie.